# Lemnalia rhabdota
Lemnalia rhabdota är en korallart som beskrevs av Bourne 1900. Lemnalia rhabdota ingår i släktet Lemnalia och familjen Nephtheidae. Inga underarter finns listade i Catalogue of Life.